# Epicopeia longicauda
Epicopeia longicauda is een vlinder uit de familie van de Epicopeiidae. De wetenschappelijke naam van de soort is voor het eerst geldig gepubliceerd in 1931 door Matsumura.